# Damen in Weiß
Die Damen in Weiß (spanisch Movimiento Las Damas de Blanco „Laura Pollán“) sind eine Gruppe kubanischer Frauen, die sich für die Beachtung der Menschenrechte in ihrem Heimatland einsetzen.
Die Frauengruppe der kubanischen Opposition entstand 2003 als Zusammenschluss von Angehörigen und Lebenspartnern 79 regierungskritischer Journalisten, Oppositionspolitiker und Menschenrechtsaktivisten (der sogenannten „Gruppe der 75“), die im Rahmen der kubanischen staatlichen Gewaltwelle des „Schwarzen Frühlings“ verhaftet und zu langjährigen Haftstrafen verurteilt worden waren und für deren Befreiung die Gruppe mit der kubanischen Regierung stritt. Durch diesen öffentlich ausgetragenen, vor allem international viel beachteten Kampf und die dabei erlittenen, teilweise gewaltsamen Verfolgungsmaßnahmen durch die kubanischen Staatsorgane wurden die Damen in Weiß zu Kubas bekanntester Menschenrechtsgruppe. Mit der Freilassung der letzten der im Jahr 2003 inhaftierten politischen Gefangenen im März 2011 und der zwischenzeitlichen Ausreise eines großen Teils ihrer ursprünglichen Mitglieder hat die Gruppe ihre Aktivitäten nicht eingestellt, sondern protestiert in öffentlichen Demonstrationen weiterhin gegen Verletzungen der Menschenrechte durch die kubanische Regierung. Zu Ehren ihrer im Oktober 2011 verstorbenen Sprecherin nahmen die Damen in Weiß wenige Tage später den Zusatz Laura Pollán in ihren Gruppennamen auf.

## Aktivitäten

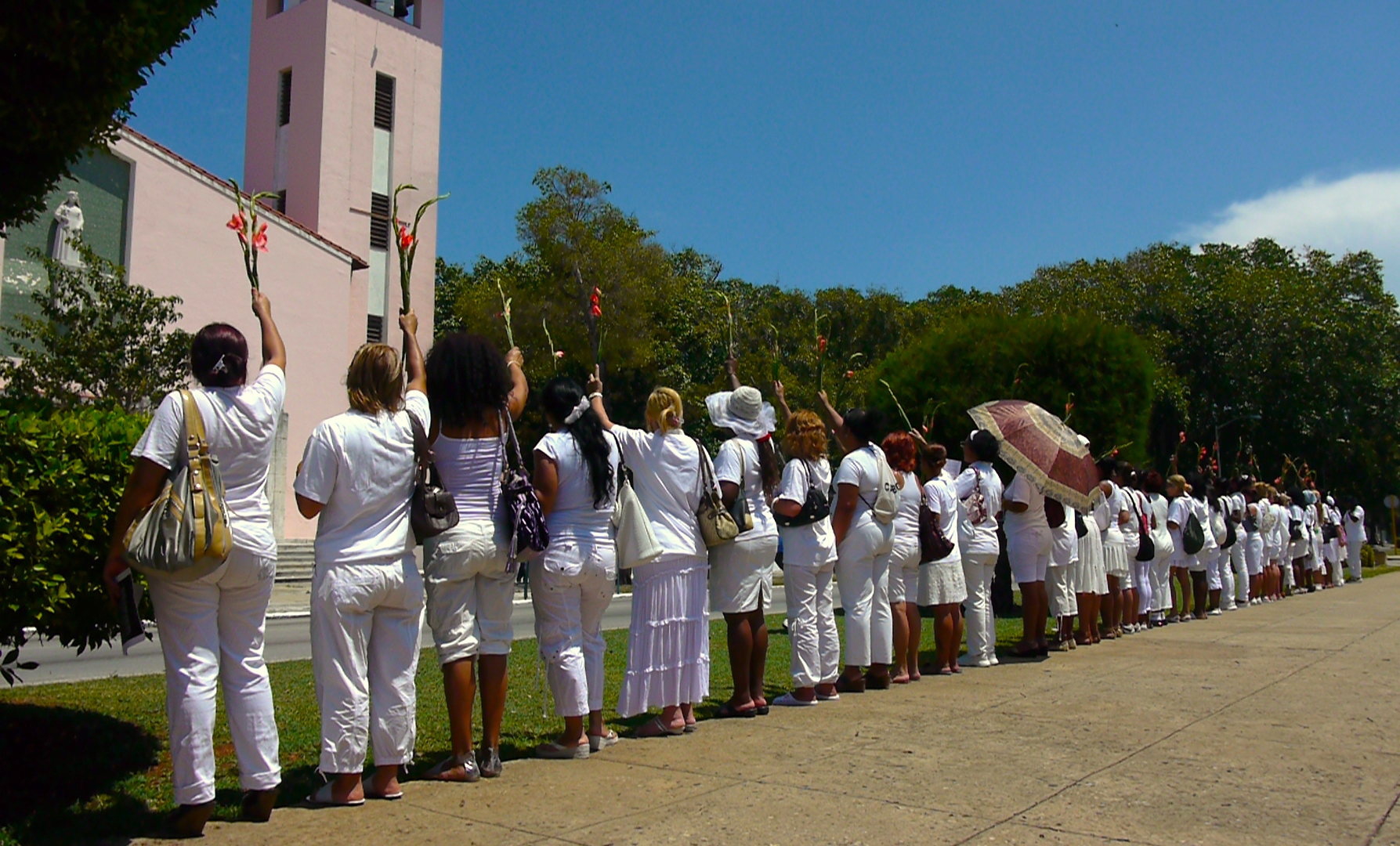
Sonntägliche Demonstration der Damen in Weiß in Havanna (April 2012)

Die größte Gruppe der Damen in Weiß marschiert jeden Sonntag in der kubanischen Hauptstadt Havanna mit Gladiolen in Händen entlang der Quinta Avenida im Anschluss an den Besuch der Messe in der Kirche Santa Rita de Casia im Stadtteil Miramar. Ähnliche, jedoch wesentlich kleinere und weniger beachtete Aktivitäten werden auch in anderen Teilen des Landes durchgeführt. Die Damen in Weiß tragen weiße Kleidung, die sowohl für Frieden als auch für die Unschuld der verhafteten Männer und Söhne steht. Bis zu deren Entlassung trugen die Frauen Bilder der Gefangenen mit sich, um öffentlich auf ihr Schicksal aufmerksam zu machen. Im Lauf der Jahre haben sich den unmittelbaren Angehörigen der politischen Gefangenen zahlreiche Sympathisantinnen angeschlossen – die sogenannten Damas de Apoyo („Unterstützungsdamen“), die sich an den Schweigemärschen beteiligen. Zur Vermeidung von Unterwanderung der Gruppe durch kubanische Geheimdienstmitarbeiter werden die Damas de Apoyo jedoch nicht am Entscheidungsprozess der eigentlichen Damen in Weiß beteiligt, die sich allein aus Lebenspartnern und direkten weiblichen Angehörigen der im Frühjahr 2003 Verhafteten zusammensetzen.
Die Damen in Weiß entstanden, nachdem sich ihre ersten Vertreterinnen ab dem 30. März 2003 den sonntäglichen Versammlungen des Mütterkomitees „Leonor Pérez“ (siehe eigener Abschnitt unten) in der Kirche Santa Rita angeschlossen und hierzu weitere Angehörige der „Gruppe der 75“ animiert hatten. Der Name Damas de Blanco wurde etwa ab Juni 2003 verwendet, nachdem ihn eine unabhängige Journalistin in einem Bericht über die Demonstrationen der Frauen eingeführt hatte. Lediglich etwa drei oder vier der Damen in Weiß hatten sich bereits vor der Verhaftung ihrer Ehemänner bzw. männlichen Angehörigen regierungskritisch betätigt. Viele der Frauen lernten sich erstmals in oder am Rande der Geheimdienstzentrale kennen, wo die Verhafteten verhört wurden.
Bis März 2011 wurden die 79 im Jahr 2003 verhafteten und in der Folge zu langjährigen Haftstrafen verurteilten Oppositionellen vorzeitig auf Bewährung freigelassen. Die größte Zahl von ihnen reiste mitsamt ihren Angehörigen unmittelbar nach Spanien aus, was ihnen von Vertretern der kubanischen und spanischen Regierung sowie der Katholischen Kirche Kubas nahegelegt worden war. In Spanien befindet sich somit inzwischen auch die Mehrheit der ursprünglichen Damen in Weiß, die den Kontakt zum in Kuba verbliebenen Rest der Gruppe ebenso aufrechterhalten wie das öffentliche Eintreten für die Rechte der friedlichen Opposition in ihrer Heimat. Im Vorfeld des Papstbesuches von 2012 hatte die Gruppe ihre Aktivitäten verstärkt, worauf rund 30 Personen vorübergehend festgenommen wurden.
Seit dem Abschluss der acht Jahre lang als Hauptziel geforderten Entlassungen haben die Damen in Weiß ihre Gruppe als für alle Kubanerinnen offene Bewegung des zivilen Widerstands neu definiert. Sie wollen ihre öffentlichen Proteste gegen die Regierung fortsetzen und sich auch weiterhin gegen jede Art von Menschenrechtsverletzung in ihrem Land einsetzen. Dabei soll insbesondere das in der kubanischen Gesellschaft und Politik verbreitete, traditionelle Phänomen des Machismo bekämpft und die Position der Frau gestärkt werden. Außerdem wollen sie verstärkt auch außerhalb Havannas in Erscheinung treten. Nach eigenen Angaben wächst die Gruppe in mehreren Landesteilen, in Havanna gebe es 82 Damen in Weiß, in der östlichen Provinz Santiago de Cuba 34 (Stand: August 2011).

### Abspaltung der Bürgerinnen für die Demokratie
Im September 2014 formierte sich in der ostkubanischen Provinz Santiago de Cuba die Menschenrechtsgruppe Bürgerinnen für die Demokratie (spanisch: Ciudadanas para la democracia). Bei ihrer Gründung bestand die Gruppe mit rund 30 von 60 Frauen aus ehemaligen Angehörigen der Damen in Weiß, die kurz zuvor im Streit aus der von Berta Soler geführten Organisation ausgeschieden waren. Bürgerinnen für die Demokratie wird von Belkis Cantillo angeführt, die 2003 als damalige Ehefrau des politischen Gefangenen José Daniel Ferrer zu den Gründungsmitgliedern der Damen in Weiß gehört hatte und später als Repräsentantin der Organisation im Osten des Landes fungierte. Unter Behinderung durch die kubanische Staatssicherheit und zahlreichen vorübergehenden Festnahmen setzen die Bürgerinnen für die Demokratie die Praxis der sonntäglichen Protestdemonstrationen an der Wallfahrtskirche der Virgen de la Caridad del Cobre in der Nähe Santiagos fort und tritt für dieselben Ziele ein wie die weiterbestehenden Damen in Weiß.

### Kontroverse und Referendum 2015
In den ersten Monaten des Jahres 2015 kam es zu heftigen Auseinandersetzungen innerhalb der Gruppe, die vor allem den Führungsstil Berta Solers zum Gegenstand hatten. Ein via Internet öffentlich gewordenes Video eines internen Streits führte damals auch zu Protesten von Gruppenmitgliedern im Ausland. Soler ließ daraufhin im März ein gruppeninternes Referendum über ihren Verbleib als Sprecherin durchführen, bei dem nur die auf Kuba lebenden Mitglieder stimmberechtigt waren, die Soler mit großer Mehrheit in ihrem Amt bestätigten. Das Verfahren führte jedoch zu keiner Überwindung der internen Kritik. So verkündete Laura María Labrada Pollán, Tochter der langjährigen Gruppensprecherin Laura Pollán, dass sie sich von der Gruppe distanziere und ihr untersage, weiter den Namen ihrer Mutter als Zusatz zu verwenden. Labrada begründete diesen Schritt mit dem Verhalten der Sprecherin Soler, das im Widerspruch zu von Laura Pollán stets verteidigten Prinzipien stehe. Im Zusammenhang des Austritts von „Laurita“ Labrada verlor die Gruppe im März 2015 ihren bisherigen Sitz im ehemaligen Wohnhaus der verstorbenen Laura Pollán im zentral gelegenen Stadtteil Centro Habana. Kurz darauf zogen die Damen in Weiß in ein eigens erworbenes Haus im Stadtteil Lawton, das seitdem als Versammlungsort und Sitz der Gruppe dient und als solcher auch wiederholt Schauplatz von Verhaftungen und anderer Repressionen von Seiten der Behörden ist.

## Reaktionen
Durch ihre Aktionen hat die Frauengruppe die Blicke der internationalen Öffentlichkeit auf sich gezogen. Das Regime beobachtet die Vereinigung mit großer Aufmerksamkeit durch den Staatssicherheitsdienst und hat bisher mit einer Strategie aus mehreren Maßnahmen reagiert:
- In den staatlich kontrollierten Medien werden die Damen in Weiß regelmäßig als Feinde Kubas dargestellt, deren Aktionen Teil der aggressiven Politik der USA gegen Kuba seien. Die Gruppenmitglieder wurden wiederholt als geldgierig diffamiert,[20] aber auch als „Damen der NATO“ verunglimpft.[21]  Die kubanischen Medien geben den so Angegriffenen grundsätzlich keine Möglichkeit, sich zu den Vorwürfen zu äußern oder ihre eigenen Argumente zu präsentieren, ebenso wenig existiert das in vielen Rechtsstaaten etablierte Instrument der gerichtlich zu erwirkenden Gegendarstellung. Im April veröffentlichte die zur Verteidigung des internationalen Bildes der kubanischen Regierung eingerichtete spanische Webseite Cubainformación TV einen Artikel, der die Organisation als zerstritten und ihre Führung als korrupt darstellte.[22] Die Mitglieder der Gruppe, deren Interviewaussagen in einem zweiminütigen Begleitvideo zum Beleg dieser Behauptung gezeigt wurden, erklärten später, von den Machern getäuscht worden zu sein und distanzierten sich von dem Artikel und den teilweise in verfälschtem Kontext gezeigten Aussagen. Über die Zurückweisung der Vorwürfe durch die Interviewten sowie die Gruppe berichtete die Webseite dagegen nicht.[23]
- Außerdem veranstalten die Behörden zahlreiche sogenannte Actos de Repudio („Ablehnungs-Aktionen“), zu denen Regierungsanhänger (in Zivil) in großer Zahl vor den Wohnungen der Oppositionellen versammelt werden, um diese mit persönlichen Beleidigungen, politischen Sprechchören und teilweise Wurfgeschossen zu überziehen, ohne dass die Polizei dies verhindern würde. Nach offizieller Darstellung handelt es sich bei diesen Einschüchterungsmaßnahmen um spontane Ausdrücke des Volkszorns. Auf ähnliche Weise wurden mehrere der Schweigemärsche der Damen in Weiß behindert und blockiert (im Einzelfall bis zu sieben Stunden lang),[24] bis sich die Regierung im Mai 2010 auf Vermittlung der katholischen Kirche zu einem Ende der Blockaden auf der traditionellen, rund drei Kilometer langen Marschstrecke auf der Quinta Avenida bereit erklärte.[25] Nach anderthalbjähriger Duldung durch die Behörden wurde der traditionelle, friedliche Marsch von rund fünfzig Damen in Weiß im Anschluss an den Kirchgang in Havanna-Miramar erstmals am 11. Dezember 2011 wieder unter Mitwirkung der Polizei von einer zur Einschüchterung der Demonstrantinnen versammelten Menschenmenge blockiert.[26]
- Als Reaktion auf die Demonstrationen (außerhalb des Umfeldes der Kirche Santa Rita) und auch zu ihrer Verhinderung greifen die kubanischen Behörden zum Mittel vorübergehender Festnahmen von Damen in Weiß.[27] Nach einer deutlichen Zunahme solcher Festnahmen sowie von den Behörden veranlasster Gewalt- und Einschüchterungsmaßnahmen[28] riefen unter anderem die internationalen Menschenrechtsorganisationen Amnesty International und Human Rights First  die kubanische Regierung zuletzt im September 2011 dazu auf, derartige repressive Maßnahmen zu beenden und die Damen in Weiß nicht länger an der Durchführung ihrer friedlichen Märsche und am Besuch von Gottesdiensten zu hindern.[29][30][31]

Innerhalb des breiten Spektrums der kubanischen Opposition nehmen die Damen in Weiß eine herausragende Stellung ein, da sie als einzige erreicht haben, dass ihre öffentlichen Protestaktionen von den Behörden geduldet werden – wenn auch innerhalb enger Grenzen. Auch prominente kubanische Künstler, die auf Kuba leben und zu den Unterstützern des von der Regierung vertretenen politischen Systems gehören, haben den Damen in Weiß seit 2010 ihren Respekt ausgesprochen, so beispielsweise der Musiker Frank Delgado. Die Musiker Carlos Varela und Pablo Milanés gingen jeweils noch einen Schritt weiter und verurteilten die gegen die Damen in Weiß im Namen der Revolution verübten Gewaltakte ausdrücklich.

## Prominente Mitglieder
Sprecherinnen der Damen in Weiß sind:

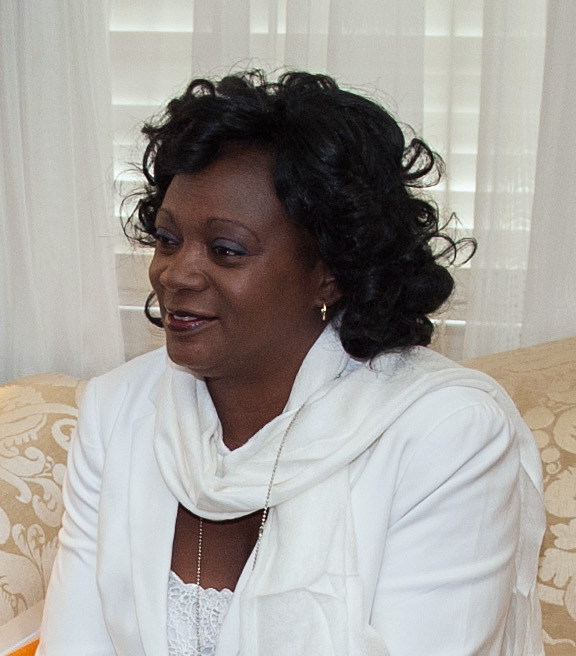
Berta Soler, 2013

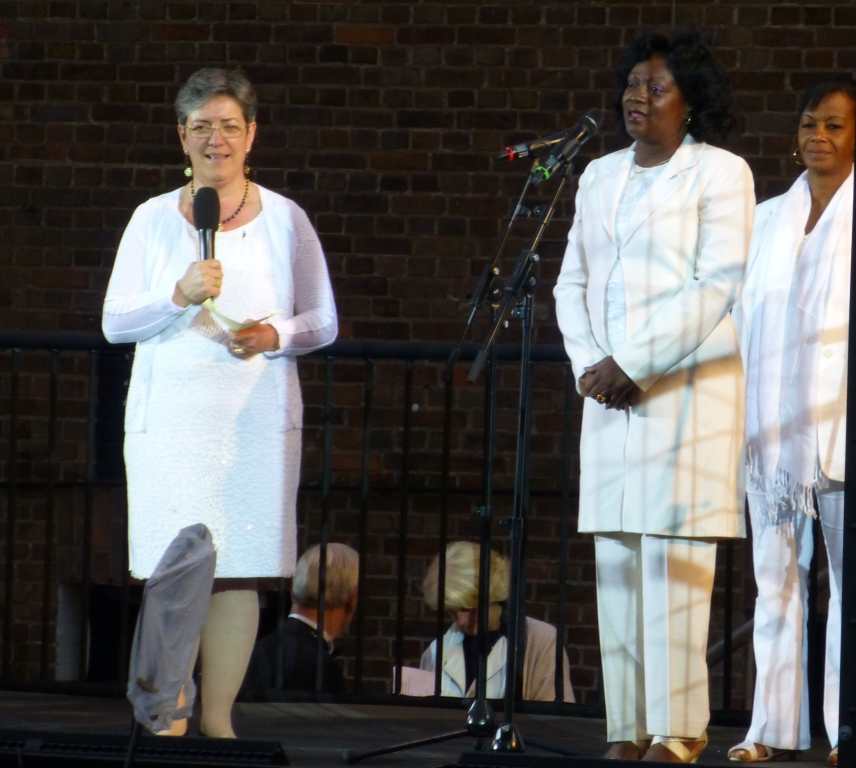
Sylvia Wähling (Gedenkstätte Zuchthaus Cottbus) begrüßt Berta Soler und Yaquelín Boni Echevarría bei der Fidelio-Premiere am 28. Juni 2014 in Cottbus

- Berta Soler, Ehefrau des im April 2003 (nach vorangegangenen Verurteilungen) zu 20 Jahren Haft verurteilten Dissidenten Ángel Moya, der im Februar 2011 vorzeitig auf Bewährung entlassen wurde. Nach dem Tod Laura Polláns im Oktober 2011 wurde Soler zur Sprecherin der Gruppe.
- Blanca Reyes, Ehefrau des im April 2003 zu 20 Jahren Haft verurteilten Dichters, Journalisten und Dissidenten Raúl Rivero, der im November 2004 aus gesundheitlichen Gründen vorzeitig auf Bewährung entlassen wurde. Beide gingen kurz darauf ins Exil nach Spanien. Reyes ist seitdem Repräsentantin der Damen in Weiß in Europa. In dieser Funktion nahm sie in Vertretung der Gruppe 2006 den Sacharow-Preis und 2010 den Freiheitspreis des Atlantic Council entgegen (siehe Abschnitt Auszeichnungen).
- Yolanda Huerga, Ehefrau des im April 2003 zu 18 Jahren Haft verurteilten Dichters, Schriftstellers und unabhängigen Journalisten Manuel Vázquez Portal, der im Juni 2004 aus gesundheitlichen Gründen auf Bewährung entlassen wurde. Gemeinsam mit ihm ging sie im Juni 2005 ins Exil nach Miami, wo sie die Damen in Weiß als Sprecherin für die Vereinigten Staaten vertritt.[1]

Weitere prominente Mitglieder:

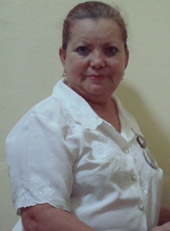
Laura Pollán

- Laura Pollán, Ehefrau des im April 2003 zu 20 Jahren Haft verurteilten Atomphysikers, Journalisten und Dissidenten Héctor Maseda, der im Februar 2011 vorzeitig auf Bewährung entlassen wurde. Sie war zum Zeitpunkt ihres Todes im Oktober 2011 Anführerin der Gruppe, die sie nach ihrem Tod mit der Aufnahme ihres Namens in den Gruppennamen ehrte. Zu Lebzeiten diente ihr Wohnhaus häufig als Treffpunkt der Damen in Weiß und wurde nach ihrem Tod zum offiziellen Sitz der Gruppe erklärt.
- Miriam Leiva, Ehefrau des im April 2003 zu 20 Jahren Haft verurteilten Dissidenten Óscar Espinosa Chepe, der im November 2004 aus gesundheitlichen Gründen vorzeitig auf Bewährung entlassen wurde. Leiva erklärte im August 2008 das Ende ihrer Mitarbeit bei den Damen in Weiß, denen sie als Mitgründerin des Zusammenschlusses jedoch „in Freundschaft und Solidarität“ verbunden bleibe. Sie werde sich nicht weiter an den regelmäßigen Aktivitäten beteiligen, sondern ihre Zeit ihrer Arbeit als unabhängige Journalistin widmen.[36] Neben Soler gehörte Leiva im März 2016 zu den 13 Regierungskritikern, die US-Präsident Barack Obama am Rande seines Staatsbesuchs in Havanna zu einem vertraulichen Meinungsaustausch traf.[37]
- Reina Tamayo, Mutter des im März 2003 (nach vorangegangenen Verurteilungen) erneut inhaftierten und in mehreren Verfahren bis 2006 zu insgesamt 25 Jahren verurteilten Dissidenten Orlando Zapata, der im Februar 2010 in Haft nach einem Hungerstreik starb. Tamayo verließ Kuba gemeinsam mit zwölf Angehörigen im Juni 2011 und lebt seitdem in den USA.[38]

## Auszeichnungen
- Im April 2005 wurde den Damen in Weiß der Pedro-Luis-Boitel-Freiheitspreis zugesprochen, der seit 2003 jährlich gemeinsam von osteuropäischen und lateinamerikanischen Menschenrechtsaktivisten an Vertreter der kubanischen Demokratiebewegung verliehen wird.[39]
- Im November 2005 erhielt die Gruppe den IX. Internationalen Menschenrechtspreis der Fundación Hispano Cubana[40]
- Im Juni 2006 wurden die Damen in Weiß vom Europaparlament mit dem Sacharow-Preis für geistige Freiheit 2005 ausgezeichnet. Die kubanische Regierung hinderte die aus Kuba eingeladenen Repräsentantinnen der Gruppe zunächst jedoch an der Ausreise zur Entgegennahme der Auszeichnung in Straßburg.[41] Nach der Liberalisierung der Ausreiseregelungen in Kuba konnte die Preisübergabe dann am 23. April 2013 stattfinden.[42]
- 2006: Menschenrechtspreis von Human Rights First (ehemals „Lawyers Committee for Human Rights“)[43]
- Oktober 2010: Freiheitspreis der US-amerikanischen Denkfabrik Atlantic Council[44]
- April 2011: Verteidiger der Menschenrechte des US-Außenministeriums[45]
- Mai 2013: Václav-Havel-Preis für kreativen Dissens der Human Rights Foundation[46]

## Kubanische und internationale Vorbilder
Als eine von Frauen getragene Menschenrechtsgruppe stehen die Damen in Weiß in einer langen Tradition: Zu den bekanntesten Beispielen von Frauengruppen des 20. Jahrhunderts außerhalb Kubas – auch jeweils über eigene Farben identifiziert – gehören beispielsweise die Wahlrechtsaktivistinnen Suffragetten (Großbritannien und USA), die Anti-Apartheid-Bewegung Black Sash („Schwarze Schärpe“, Südafrika) und die Gegnerinnen der Besetzung palästinensischer Gebiete Frauen in Schwarz (Israel und weitere Länder). Die in Lateinamerika prominenteste Gruppe sind die Madres de Plaza de Mayo (Argentinien), die während ihrer Protestdemonstrationen weiße Kopftücher als Erkennungsmerkmal trugen.
Auch in Kuba selbst gab es bereits unter der Batista-Diktatur eine von den Müttern und Schwestern getöteter und inhaftierter Oppositioneller getragene Protestbewegung, die damals an ihrem Demonstrationsrecht nicht gehindert wurde, sondern durch Straßendemonstrationen unter dem Banner Madres Cubanas (Kubanische Mütter) die kubanische öffentliche Meinung beeinflusste und so den Sturz des Regimes beförderte. 1957, nach der Ermordung von Frank País, dem für den städtischen Untergrundkampf verantwortlichen Führer der bewaffneten revolutionären Bewegung des 26. Juli, ließ sich sogar der Botschafter der USA für die Medien mit Angehörigen der Mütter-Vereinigung fotografieren. Ein gemeinsames Komitee von Angehörigen der Inhaftierten erzeugte über die damals noch unabhängigen Medien und über Parlamentarier beträchtlichen Druck auf die Regierung, der wesentlich zur 1955 ausgesprochenen Amnestie der nach dem bewaffneten Angriff zu Haftstrafen Verurteilten um Castro beitrug.

### Mütterkomitee „Leonora Pérez“ für die Freiheit der politischen Gefangenen
Zum Zeitpunkt der Entstehung der Gruppe Damen in Weiß existierte bereits eine ähnliche Organisation: das Mütterkomitee „Leonor Pérez“ für die Freiheit der politischen Gefangenen. Es hatte sich zunächst 1991 auf Initiative der Mütter einiger damals inhaftierter politischer Gefangener gebildet und war im Jahr 2000 unter neuer Beteiligung neu gegründet worden – als Namenspatronin diente die Mutter des Nationalhelden José Martí, des geistigen Vaters der kubanischen Unabhängigkeit und ebenfalls politischen Gefangenen (der damaligen Kolonialmacht Spanien). Die meistens einheitlich in schwarze Röcke, weiße Blusen und schwarze Halstücher gekleideten Aktivistinnen hatten bereits verschiedene Kirchen als Ort gewählt, um auf ihr Anliegen aufmerksam zu machen. Auf Hinweis des Menschenrechtsaktivisten Elizardo Sánchez Santacruz versammelte sich das Mütterkomitee ab 2002 in der Kirche Santa Rita in Miramar, in deren Einzugsbereich viele Mitarbeiter von Botschaften sowie von ausländischen Medien und Firmen leben und arbeiten und die dadurch besondere internationale Aufmerksamkeit und vergleichsweise größeren Schutz vor Repressionsmaßnahmen seitens der Behörden bietet als Kirchen in anderen Stadtvierteln. Die dort entlangführende Quinta Avenida ist außerdem eine wichtige Verkehrsader, die die westlichen Wohnviertel, in denen die höchsten Repräsentanten des Staates leben, mit der Innenstadt und dem Regierungsviertel verbindet, woraus sich eine zusätzliche Sichtbarkeit ergibt. Das Mütterkomitee „Leonora Pérez“ besteht weiterhin unabhängig von den Damen in Weiß, die sich ursprünglich allein auf die Freilassung der „Gruppe der 75“ bezogen, während das Mütterkomitee seit seinem Bestehen eine allgemeine Amnestie für alle politischen Gefangenen verlangt. Mitglieder des Mütterkomitees gehören zu den Damas de Apoyo, die die Damen in Weiß unterstützen.

### Nationale Bewegung für zivilen Widerstand „Pedro Luis Boitel“
1997 gründeten Angehörige politischer Gefangener in der Stadt Placetas (Provinz Villa Clara) die Nationale Bewegung für zivilen Widerstand „Pedro Luis Boitel“. Sie folgten damit der Gründung eines Zusammenschlusses innerhalb des Gefängnisses, der sich ebenfalls nach dem infolge eines Hungerstreiks gestorbenen politischen Gefangenen Boitel benannt hatte. Erklärte Ziele waren die Bildung eines solidarischen Unterstützernetzwerks von Angehörigen zum Schutz der Rechte aller Inhaftierten, die Amnestierung aller politischen Gefangenen und die kritische Beobachtung der Einhaltung der Menschenrechte einschließlich der Verbreitung von Beschwerden in Fällen ihrer Verletzung. Die Widerstandsbewegung organisierte zahlreiche Proteste vor diversen Haftanstalten und sammelte bis 1999 insgesamt 5000 Unterschriften für ihren Aufruf zu einer Generalamnestie der politischen Gefangenen.